# Cantón Saraguro
Saraguro es un cantón de la Provincia de Loja en Ecuador, su población estimada es de 30.183 habitantes.  En el cantón se encuentra la nacionalidad indígena de los Saraguros.

## Toponimia
El nombre derivaría del QUICHUA sara ( maíz) y del protoquechua guru ( olla). De donde Saraguro significaría  olla de maíz.

## División política
El cantón Saraguro se divide en once parroquias:
- Saraguro (cabecera cantonal)
- El Paraíso de Celen
- El Tablón
- Lluzhapa
- Manu
- San Antonio de Cumbe
- San Pablo de Tenta
- San Sebastián de Yuluc
- Selva Alegre
- Urdaneta (Paquishapa)
- Sumaypamba

## Película sobre los Saraguro
Se ha realizado un largometraje basado en los saraguro, intitulado Saraguro, historia con sangre inka (2010) del cineasta lojano José Paúl Moreira.